# Emilia di Liverpool
Emilia di Liverpool ist eine Opera semiseria in zwei Akten von Gaetano Donizetti. Das Libretto basiert auf einem Drama von August von Kotzebue. Die Erstfassung wurde am 28. Juli 1824 im Teatro Nuovo in Neapel uraufgeführt, eine überarbeitete Fassung mit dem Titel L’eremitaggio di Liwerpool am 8. März 1828 am selben Ort.

## Besonderheiten
Gemäß der Tradition der Opera semiseria sind an der Geschichte sowohl ernste als auch komische Figuren beteiligt. Das Werk gehört in seinen beiden Versionen zu einer neapolitanischen Sonderform der Oper, die typisch für das Teatro Nuovo in Neapel war: Dort wurde eine Art von italienischen Singspielen des Buffa- oder Semiseria-Genres aufgeführt, die gesprochene Dialoge anstelle von Secco-Rezitativen mit Continuo-Begleitung enthielten (ähnlich wie auch die französische Opéra comique). Außerdem kam in all diesen Opern eine im neapolitanischen Dialekt sprechende und singende komische Figur vor, normalerweise ein Bassbuffo. Im Falle von Donizettis Emilia ist dies die Figur des Don Romualdo (1824), beziehungsweise der Graf Asdrubale (1828). Dieser in Neapel sehr populäre Operntypus war selbst in Italien nicht ohne massive Veränderungen auf Theater in anderen Regionen übertragbar, und so wurden die meisten dieser Werke nie an anderen Bühnen gespielt, außer man machte sich die Mühe, die neapolitanischen Passagen ins Italienische zu übersetzen – was aber ohne Einbußen der witzigen Wirkung nur bedingt möglich ist – und eventuell die Dialoge in neue Rezitative zu verwandeln. Auch heutzutage ist eine echte Wiederbelebung dieser Oper aus den genannten Gründen erschwert.
Emilia di Liverpool war Donizettis dritte Oper für das Teatro Nuovo nach La Zingara (1822) und Il fortunato inganno (1823); später komponierte er für dasselbe Theater noch Otto mesi in due ore und Le convenienze teatrali (beide 1827), sowie Il campanello und Betly (beide 1836).

## Libretto
Die Geschichte des Librettos ist unübersichtlich und teilweise nicht geklärt. Donizetti war nicht der erste, der diese Handlung vertonte: bereits am 5. Juli 1817 wurde in Neapel eine Oper namens Emilia di Laverpaut von Vittorio Trento aufgeführt, die auf der gleichen Geschichte beruht. Der Verfasser des Librettos ist nicht bekannt, es hieß nur Tratto dal Dramma dello stesso titolo („Aus dem Drama mit demselben Titel“); wer aber jenes Drama verfasst hatte, ist nicht angegeben. Laut William Ashbrook und Jeremy Commons basiert Donizettis Libretto von 1824 teilweise auf demjenigen von Trento, besonders der erste Akt wurde von der früheren Oper übernommen.
Im September 1975, bei der Tagung „Primo Convegno Internazionale di Studi Donizettiani“ in Bergamo, erwähnte die Musikwissenschaftlerin Franca Cella in ihrem Aufsatz Il Donizettismo nei libretti donizettiani als ursprüngliche Quelle der vorliegenden Libretti ein Stück von August von Kotzebue mit dem (ins Italienische übertragenen) Titel Emilia ossia la benedizione paterna („Emilia oder der väterliche Segen“). Es gab davon mehrere italienische Übersetzungen für das Sprechtheater, die am weitesten verbreitete war diejenige des italienischen Schriftstellers und Librettisten Bartolomeo Benincasa (1746–1816), die im Jahr 1827 in Venedig veröffentlicht wurde. Eine weitere Übersetzung stammte von Stefano Scatizzi und entspricht streckenweise derjenigen von Benincasa. Im Gegensatz zu Scatizzi bezieht sich Benincasa zwar ausdrücklich auf Kotzebue, aber der Text von dessen Stück wurde bisher nicht gefunden. Der eigentliche Ursprung der Geschichte um Emilia bleibt also vorläufig im Dunkeln.
Das anonyme Libretto zur Oper von Trento war also die Grundlage für das erste ebenfalls anonyme Libretto von Donizettis Version der Emilia von 1824, aber mit einem veränderten zweiten Akt.
Das Libretto für die Version von 1828 wurde durch Giuseppe Checcherini (1777–1840) überarbeitet und revidiert, wobei die gesprochenen Passagen fast völlig neu geschrieben und gekürzt wurden. Auch einige Personen wurden umbenannt, so wurde aus Don Romualdo der Graf Asdrubale, aus Federico der Colonel Villars (der sich als „Tomson“ ausgibt). Es gab auch inhaltliche Veränderungen: Don Romualdos Verlobte Luigia wurde in der 1828er Version zu Asdrubales Nichte Bettina; außerdem wurde die zweite komische Figur des schwerhörigen Grafen, Luigias Vater, komplett gestrichen. Die Grundzüge der Handlung der ersten Version wurden weitgehend beibehalten. Die Revision von 1828 wurde unter dem Titel L’eremitaggio di Liwerpool („Die Einsiedelei von Liverpool“) aufgeführt.

Emilia di Laverpaut 1817
Sänger und Beginn des ersten Aktes

Titel des Manuskripts von 1828
Sänger und Beginn des ersten Aktes
Eremitaggio di Liwerpool 1828
Erste Seiten des Librettos 1828

## Ort der Handlung
Woher der (Orts-?)Name „Laverpaut“ in Trentos Vorgängerversion stammt, ist nicht klar. Ob es sich um eine Falschschreibung oder um einen Phantasienamen handelt, ist ohne Kotzebues Urfassung nicht zu klären. In Donizettis Erstversion von 1824 wird der Ausdruck „di Liverpool“ eher wie ein Familienname (Emilia di Liverpool, Claudio di Liverpool) verwendet, oder wie eine Herkunftsbezeichnung. Aus dieser Perspektive erscheint allerdings der neue Titel L’eremitaggio di Liwerpool von 1828 verwirrend. Der genaue Ort der Handlung ist jedenfalls nicht identisch mit der englischen Stadt Liverpool, denn im Libretto heißt es, die Eremitage befinde sich auf einem Hügel „in einer gebirgigen Landschaft einige Meilen außerhalb von London“. Anscheinend haben sich die italienischen Autoren der Libretti wenig für die reale Geographie Englands interessiert. Bei der Schreibweise „Liwerpool“ könnte es sich um einen Schreibfehler handeln, der nie korrigiert worden ist.

## Emilia di Liverpool, 1824

### Erster Akt
Die Handlung spielt sich in einem Einsiedlerhof außerhalb von London ab, wo Emilia jeden Tag Almosen an Bedürftige verteilt. Die Haushälterin Candida erzählt, dass Emilia vor achtzehn Monaten hier Zuflucht gesucht hatte. Ihr Vater habe die Eremitage gegründet, sei dann als Kapitän zur See gefahren, aber vermutlich in einem afrikanischen Gefängnis gestorben.
Emilia klagt, sie werde vom rachsüchtigen Geist ihrer Mutter verfolgt. Sie hatte einen jungen Offizier kennen gelernt, der um ihre Hand anhielt, aber ihre Mutter lehnte ihn ab mit der Begründung, ihre Tochter sei bereits einem neapolitanischen Adeligen versprochen. Der Offizier überredete Emilia, mit ihm zu fliehen, doch sie kehrte bald reuig nach Hause zurück, wo sie ihre Mutter tot vorfand, sie war aus Kummer verstorben. Verzweifelt suchte sie die Eremitage auf, wo ihre Tante Verwalterin war, Candidas Vorgängerin.
Ihre Erzählung wird von einem Sturm unterbrochen, der im Tal eine Kutsche umstürzen ließ, die Dorfbewohner eilen zu Hilfe. Die geretteten Reisenden erscheinen. Der neapolitanische Adelige Don Romualdo beklagt, dass sein Sekretär Federico seine Verlobte Luigia im Fluss ertrinken ließ. Federico versichert, dass Luigia in Sicherheit sei und gesteht, dass er sie gerne selbst verführen möchte.
Luigia erscheint und erklärt, ein zufällig vorbeikommender Matrose habe ihnen allen das Leben gerettet. Ihr alter Vater kommt auch hinzu, alle bringen sich in der Eremitage in Sicherheit. Nun kommt der Matrose, der geholfen hat. Er erklärt, dass er nach zwanzig Jahren als Sklave in Afrika nach Hause zurückgekehrt sei – es ist Emilias Vater Claudio. Er ist auf der Suche nach seiner Tochter, die er für den Tod seiner Frau verantwortlich macht.
In der Eremitage stellt sich heraus, dass die Reisenden auf dem Weg nach Italien sind, wo Luigia den Adligen Don Romualdo heiraten soll. Doch sie und Federico sind entschlossen, den Plan zu vereiteln. Luigia glaubt, dass Federico sie heiraten möchte, er jedoch will sie nur verführen, so wie er, wie er nun enthüllt, früher die gutgläubige Emilia getäuscht hatte.
Don Romualdo erzählt Emilia, dass er nach England gekommen sei, um die Tochter eines englischen Lords abzuholen, mit der sein Onkel eine Ehe für ihn arrangiert hatte. Emilia gesteht, dass sie die Braut sei, die damals bei seiner Ankunft bereits entflohen war. Romualdo berichtet Federico, wer Emilia ist. Federico erschrickt. Emilia erkennt in ihm ihren Verführer und verdammt ihn. Auch Luigia zürnt Federico, gesteht ihm aber ihre Liebe. Romualdo wird bewusst, dass seine ihm zugedachten Bräute beide von ein und demselben Schurken verführt worden sind.
Claudio gibt sich Emilia als ihr Vater zu erkennen. Versöhnt umarmen sie sich. Später greift der wütende Claudio Federico an. Emilia hindert ihn daran, seine wahre Identität preiszugeben, und erklärt, er sei ein Freund ihres Vaters, der gekommen sei, um ihr von dessen Tod zu berichten.

### Zweiter Akt
Luigia hat Federico durchschaut und versucht, Don Romualdo wieder für sich zu gewinnen, doch dieser versteht das allgemeine Durcheinander nicht. Federico fleht Candida an, sich bei Emilia für ihn einzusetzen und hofft auf die Hilfe von Don Romualdo. Er reicht Don Romualdo einen Dolch und bittet ihn, ihn zu töten. Sein Argument, Luigia habe ihn ermuntert, vergrößern Romualdos Zorn. Auch Emilia empört sich über Federico.
Claudio fordert Federico auf, ihm zum unterirdischen Grab von Emilias Mutter zu folgen, wo sich rächen möchte. Candida hört seinen Plan zufällig mit und warnt Emilia. Zusammen mit Romualdo eilen sie zur Krypta. Dort offenbart Claudio seine wahre Identität. Er fordert Federico zum Duell und verlangt ein schriftliches Geständnis. Dafür ist Federico bereit, weigert sich aber, die Waffe gegen Emilias Vater zu heben. Gerade als Claudio ihn erschießen will, hasten Emilia, Romualdo, Luigia, der Graf und die Bauern hinzu.
Nun erfahren alle, wer Claudio in Wirklichkeit ist und der gesamte Besitz wird wieder ihm übertragen. Großzügig verzeiht er Federico, und da Emilia überzeugt ist, dass ihr ehemaliger Verführer sein Verhalten aufrichtig bereut, reicht sie ihm die Hand. Luigia macht sich die allgemeine Stimmung zunutze, um ihrerseits Don Romualdo um Verzeihung zu erbitten – und alle freuen sich auf die bevorstehende Doppelhochzeit.

## L’eremitaggio di Liwerpool, 1828

### Erster Akt
Die Oper spielt in der Eremitage Liwerpool in den Bergen in der Umgebung von London. Ein Unwetter bricht los und die Einheimischen eilen ins Tal, wo eine Kutsche umgestürzt ist. Die geretteten Reisenden kommen zur Eremitage. Es sind der neapolitanische Graf Asdrubale, seine Nichte Bettina und ihr Begleiter Tomson.
Asdrubale belohnt die Helfer und bedauert, dass der Matrose, der bei der Rettung geholfen hat, nicht anwesend ist. Dann erscheint auch dieser und erklärt, dass er nach zwanzig Jahren aus Afrika nach Hause zurückgekehrt ist – es ist Emilias Vater. Er hat vom Tod seiner Frau erfahren und sucht nun nach der Tochter, die er für ihren Tod verantwortlich glaubt.
Als Tomson erfährt, dass sich Emilia hier aufhält, erklärt er, dass er Informationen über ihren Vater habe: Claudio sei als Verräter verleumdet worden, während er in Wirklichkeit sein Leben für den König aufs Spiel gesetzt habe mit dem Ergebnis, dass er verbannt wurde, seine Güter wurden konfisziert.
Giacomo möchte ihn ins Haus bringen, aber Claudio zögert, seine Tochter zu sehen. Sie hatte sich von einem Schurken namens Villars verführen lassen und die Mutter war aus Kummer darüber gestorben. Dadurch hatte Emilia auch die Möglichkeit vertan, den wohlhabenden Neapolitaner zu heiraten, mit dem sie verlobt war. Doch Claudios Bedürfnis zu erfahren, ob sie ihr Verhalten bereue, überwiegt.
Im Hof verteilt Emilia Almosen an Bedürftige. Sie erklärt Candida, dass sie vom rachsüchtigen Geist ihrer Mutter verfolgt werde. Asdrubale tritt auf. Emilia erfährt, dass er ein Neapolitaner ist, der in Begleitung seiner Nichte nach England gekommen ist, um die ihm versprochene Braut abzuholen. Allerdings musste er bei seiner Ankunft feststellen, dass diese mit einem anderen Mann entflohen war. Emilia fallen diese Ähnlichkeiten auf. Als Asdrubale seinen Namen nennt, gesteht Emilia, dass sie selber die entflohene Braut ist und zieht sich betroffen zurück.
Tomson führt Claudio herein und stellt ihn Asdrubale vor. Tomson erschrickt, als er hört, dass Emilia auch hier ist. Es stellt sich heraus, dass er Oberst Villars ist, der sie damals verführt hat. Claudio sieht die Möglichkeit, sich zu rächen und sagt Tomson, dass er dem Schurken, der ihm seine Ehre geraubt hat, sehr ähnlich sehe. Seine Identität gibt er jedoch nicht preis. Tomson bleibt voll böser Vorahnungen zurück, weiß aber nicht, wer ihn dermaßen bedroht hat.
Tomson bereut sein früheres Verhalten. Er möchte Bettina gestehen, dass er ihr falsche Hoffnungen gemacht hat und Frieden mit Emilia schließen. Doch Asdrubale verlangt Satisfaktion dafür, dass er ihm Emilia geraubt hat. Bettina glaubt, dass die beiden Männer von ihr sprechen, und beteuert, dass Tomson ehrenhaft sei und ihr ein Heiratsversprechen gegeben habe. Nun ist Asdrubale doppelt wütend: Tomson ihm schon Emilia genommen, nun will er ihm auch noch Bettina nehmen. Emilia kommt hinzu und bittet die Anwesenden zum Essen. Sie und Tomson erkennen einander sofort und Emilia verdammt ihren Verführer. Claudio und Asdrubale bedrohen Tomson, aber Emilia, Candida, Bettina, Giacomo und die Bergbewohner bitten, den Frieden zu wahren.

### Zweiter Akt
Die Einheimischen fragen sich, warum ein unbekannter Matrose derart großen Aufruhr hervorrufen konnte. Bettina möchte dessen wahre Identität erfahren. Giacomo macht sich Sorgen, weil Tomson erregt nach Asdrubale sucht. Als sie dem Grafen wenig später begegnen, warnen sie ihn deshalb, dass er möglicherweise in Gefahr sei. Claudio trifft Emilia alleine an. Als er ihre aufrichtige Reue feststellt, gibt er sich als ihr Vater zu erkennen. Versöhnt fallen sie sich in die Arme.
Der verängstigte Asdrubale begegnet Tomson und glaubt, dieser sei auf Rache aus, doch der will ihn nur bitten, bei Emilia ein gutes Wort für ihn einzulegen. Als Tomson abtritt, um Claudio zu suchen, erscheint Candida. Sie hat erfahren, dass Claudio Emilias Vater ist und Tomson zur Gruft der Familie Liwerpool locken will, um ihn vor dem Grab von Emilias Mutter zu töten. Sie bittet Asdrubale, den Mord zu verhindern, und eilt selbst davon, um Emilia zu warnen.
In der Gruft macht Claudio Tomson auf ein Porträt von Emilias Mutter an einem Grabmal aufmerksam. Tomson fleht Claudio an, ihm seine wahre Identität zu offenbaren. Claudio gibt sich zu erkennen, fordert Tomson zu einem Duell auf und verlangt von ihm, ein Schuldgeständnis zu unterschreiben. Tomson fällt auf die Knie und bittet Claudio, ihn zu töten, aber inzwischen sind Emilia, Asdrubale, Bettina, Giacomo und Einheimische herbeigeeilt und verhindern dies.
Tomsons Reue und sein Wunsch, Emilia zu heiraten, überzeugt alle, auch Asdrubale setzt sich für ihn ein. So erteilt Claudio den beiden seinen Segen und eine verwirrte, aber glückliche Emilia reicht Tomson die Hand.

## Aufführungen

### 1817: Trentos Fassung
Am 5. Juli 1817 wurde im bekannten Teatro dei Fiorentini in Neapel Vittorio Trentos Oper Emilia di Laverpaut aufgeführt. Es sangen Giacinta Canonici (Emilia), Raniero Remorini (Claudio di Liverpool), der junge Giovanni Battista Rubini (Federico), Carlo Casaccia (Don Romualdo), Francesca Checcherini (Candida), Signora Manzi minore (Luigia) und Filippo Senesi (Il Conte). Die Musik ist wahrscheinlich verloren (oder verschollen), nur das Libretto hat überlebt.

### 1824: Erste Version

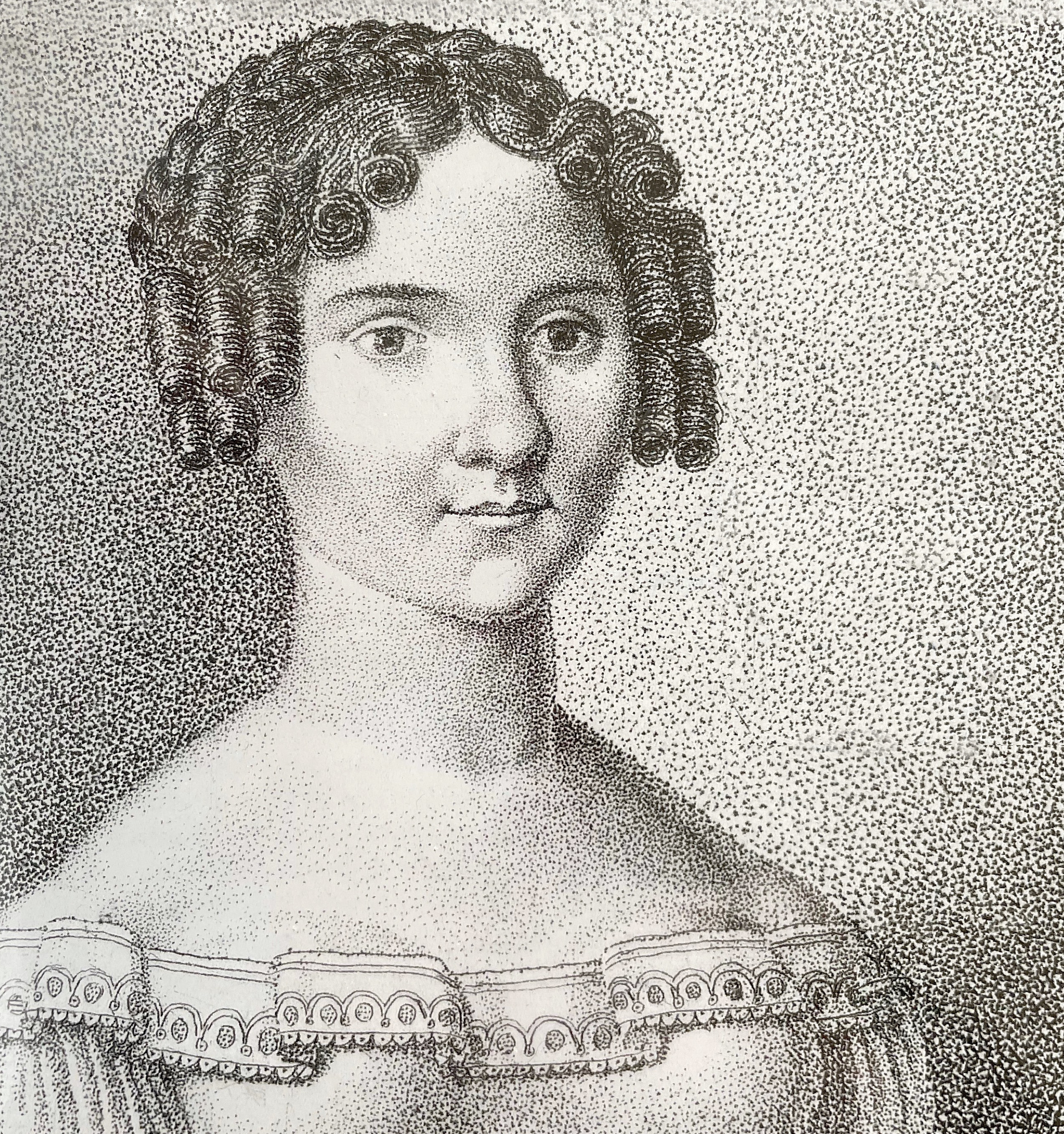
Teresa Melas, die erste Emilia 1824

An der Uraufführung vom 28. Juli 1824 von Donizettis erster Version im Teatro Nuovo sangen Teresina Melas (Emilia), Francesca Checcherini (Candida), Marianna oder Clementina Grossi (Luigia), Carlo Casaccia (Don Romualdo), Giuseppe Fioravanti (Claudio di Liverpool), Domenico Zilioli (Federico) und Signor de Nicola (Der Graf). Die Premiere wurde kühl aufgenommen. Kritisiert wurde vor allem das Libretto bzw. die Handlung, die Musik wurde als „hübsch“ bezeichnet. Obwohl die Oper laut einem anderen Autor in nachfolgenden Aufführungen deutlich mehr Erfolg gehabt haben soll, und Donizetti in einem Brief an Mercadante sogar von geplanten Aufführungen in Wien sprach – die anscheinend nie stattfanden –, wurde sie wahrscheinlich nach nur sieben Aufführungen abgesetzt.

### 1828: Zweite Version

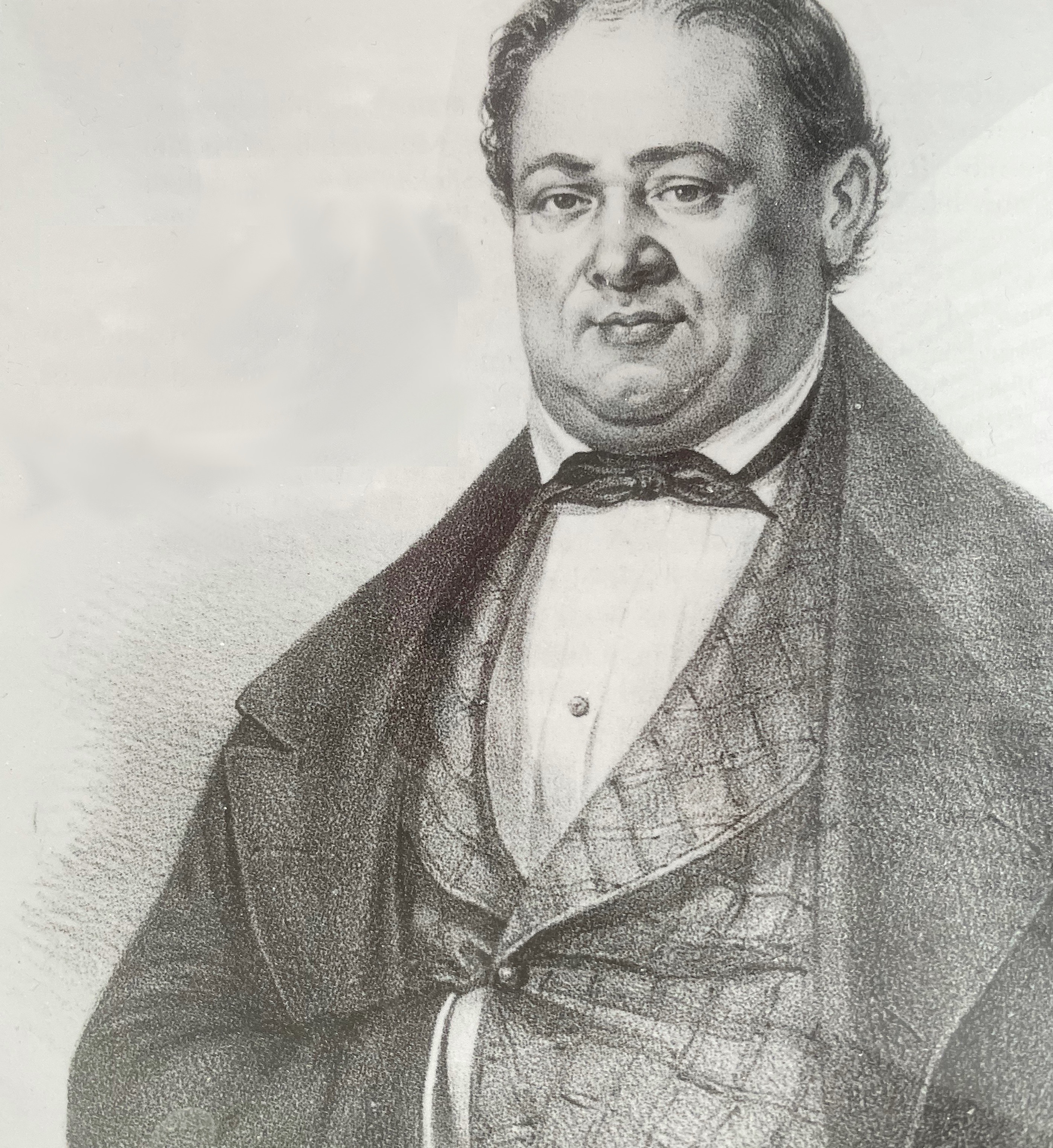
Gennaro Luzio, der erste Asdrubale 1828

Am 8. März 1828 wurde ebenfalls im Teatro Nuovo die von Checcherini und Donizetti revidierte Fassung unter dem Namen L’eremitaggio di Liwerpool aufgeführt. Giuseppe Fioravanti sang wieder den Claudio, Gennaro Luzio den Asdrubale, die Titelrolle sang Annetta Fischer.
Für die Wiederaufführung hatte Donizetti acht von 17 musikalischen Nummern gestrichen. Die verbliebenen neun Nummern wurden teilweise anders platziert und durch fünf neue ergänzt, darunter ein neues Finale für den ersten Akt. Die anspruchsvolle Aria finale der Emilia „Confusa è l’alma mia ... Non intende il mio contento“ am Ende des zweiten Akts war allerdings nicht ganz neu, sondern stammte aus Donizettis Oper Alahor in Granata (1826).
Durch die maßgeblichen Änderungen entstand so ein eigenständiges Werk, das sich grundlegend von der ersten Version unterschied, insbesondere sind die sentimentalen Elemente in Handlung und Musik in der zweiten Version betont, während das komische Element verringert wurde (u. a. durch die Streichung der zweiten Buffo-Figur, des tauben Grafen, siehe oben). Aber auch die zweite Version fand keine Gnade vor dem Publikum: Nach sechs Vorstellungen wurde sie abgesetzt und vergessen.
Donizetti verwendete einige Jahre später das Preludio und die Gewittermusik (tempesta) aus dem ersten Akt in überarbeiteter Form in seiner Oper Il furioso all’isola di San Domingo.

### Weitere Aufführungen
Im Dezember 1838 wurden drei Aufführungen der ersten Version gegeben, wiederum im Teatro Nuovo. Auch 1871 wurde die Oper noch einmal gespielt, welche Version, ist nicht überliefert. Außerhalb von Neapel wurde die Emilia nur einmal gespielt: im Herbst 1826 im „Teatro del Genio“ in Viterbo, mit Giuditta Nencini als Emilia.

## Wiederentdeckung

Programm der Aufführung vom Juni 1957 mit Joan Sutherland

Erst 1957, bei der Planung der Feierlichkeiten des 750. Jahrestags der 1215 von Johann Ohneland ausgestellten Magna Carta, entdeckte die „Liverpool Music Group“ die Oper wieder. Sie wurde in der zweiten Version von 1828 – allerdings unter dem Titel Emilia di Liverpool von 1824 – am 12. Juni 1957 unter der Leitung von Fritz Spiegl konzertant aufgeführt, die Emilia sang Doreen Murray.
Am 8. September 1957 strahlte die BBC eine gekürzte Fassung aus, die ebenfalls auf der Revision von 1828 basierte (und ebenfalls unter dem Titel von 1824). Die Leitung hatte John Pritchard, die junge Joan Sutherland sang die Titelrolle.
1986 spielte das Label Opera Rara erstmals beide musikalischen Fassungen ungekürzt (aber ohne die gesprochenen Passagen) als hochkarätige Studioaufnahme ein. Es sangen Yvonne Kenny (Emilia), Sesto Bruscantini (Don Romualdo/Asdrubale), Chris Merritt (Federico/Tomson), Geoffrey Dolton (Claudio), Anne Mason (Candida) und Bronwen Mills (Bettina), die Leitung hatte David Perry.

## Diskografie
- 1957: Myto Records : Joan Sutherland, William McAlpine, Hervey Alan, Denis Dowling, John Pritchard, (Leitung)
- 1986: Opera Rara: Yvonne Kenny, Anne Mason, Bronwen Mills, Sesto Bruscantini, Geoffrey Dolton, Chris Merritt, David Parry (Leitung)